# Clambus nigriclavis
Clambus nigriclavis is een keversoort uit de familie oprolkogeltjes (Clambidae). De wetenschappelijke naam van de soort werd in 1835 gepubliceerd door James Francis Stephens.